# Ashoroa
Ashoroa (названа на честь свого типового населеного пункту Ашоро, Хоккайдо) — вимерлий рід десмостільових, водних, травоїдних ссавців. Скам'янілості Ашороа були знайдені в формації Мораван на Хоккайдо, Японія, і датовані пізнім олігоценом.

## Опис
Ашороа є найменшим і одним з найдавніших десмостіліїв з орієнтовною довжиною тіла 168 см. Відомо з ребра, плечової кістки, стегнової кістки та трьох хребців одного виду та голотипу, Ashoroa laticosta.
Ашороа мав пахіостеосклеротичні (великі та щільні) кістки. Ребра ширші, ніж в інших десмостиліїв, схожі на сиренові ребра, і дуже щільні, як у Behemotops and Paleoparadoxia; і сучасні напівводні ссавці, такі як євразійський бобер і бегемот, але не такі щільні, як сирени. У відновлених довгих кістках відсутні внутрішні порожнини, як у Paleoparadoxia та Desmostylus.
Hayashi та ін. 2013 інтерпретував Ashoroa разом з Behemotops і Paleoparadoxia як «плавець на мілководді, який або повільно зависає на бажаній глибині, або йде по дну».